# Achilles (Film)
Achilles (Originaltitel: L’ira di Achille) ist ein in Italien produzierter mythologischer Abenteuerfilm aus dem Jahr 1962, frei nach dem Stoff von Homer.

## Inhalt
Während der Belagerung Troias, im zehnten Jahr, erobern die Griechen unter der Führung von Agamemnom, Odysseus, Achill und Patroklos die Küstenstadt Lyrnesso (Lyrnessus). Die dabei erbeuteten Frauen teilen sich die Heerführer als Sklaven auf. Ein überheblicher Agamemnon entscheidet sich für Criseis. Ihr Vater Crisos, ein Priester des Apoll fordert sie sogleich zurück, was Agamemnon ablehnt. Achill nimmt sich Briseis, Patroklos deren Freundin Xenia. Briseis will sich zunächst nicht unterordnen und geht auf Achill erfolglos mit dem Messer los – der Pelide ist mit Ausnahme einer einzigen, ihm unbekannten, Stelle am ganzen Körper unverwundbar. Eine Dienerin sorgt dafür, dass Agamemnon zu betrunken ist, um sich an Criseis zu vergreifen.
Als die Griechen Kampfspiele veranstalten, erhalten sie Besuch von Crisos, welcher die Tochter mit einem Schatz, den er zuvor durch göttliche Wirkung von Apoll erhalten hat, auslösen möchte. Agamemnon weigert sich neuerlich. Bei den Kampfspielen sorgt Achill, dafür, dass Patroklos beim Speerwurf gewinnt, um einen Siegespreis für Xenia zu erhalten. Dem Schiedsrichter Odysseus bleibt der Trick des Kriegers nicht verborgen. Er sieht darüber hinweg, da Briseis ohnedies den Preis ihrer Freundin gönnt. Beim anschließenden Wettlauf fordert er Achill allerdings auf, einige Schritte hinter den anderen zu starten.
Crisos fleht Apoll an, welcher nun Unheil über die griechischen Kämpfer bringt. Achill beruft nach einigen Tagen eine Versammlung der Heerführer ein. Der Seher Kalchas lässt sich den Schutz des Peliden zusichern und klärt die Offiziere über die Sachlage auf. Agamemnon gibt die Sklavin jetzt frei, fordert nun aber Briseis. Widerwillig lässt Achill sie, mittlerweile seine Geliebte, übergeben. Für sich und seine Myrmidonen verweigert er die weitere Teilnahme an Kampfhandlungen. Die Troianer nützen diese Schwäche der Griechen aus und werden offensiv. Sie bringen das Lager und die Schiffe der Griechen in Gefahr. Agamemnon lässt Briseis unberührt zurückbringen. Da Achill in dieser Situation nicht bei Sinnen ist, ergreift Patroklos seine Rüstung und kämpft. Er wird von Hektor getötet, welcher noch die Rüstung des Peliden zu sich nimmt. Achill fleht seine Mutter Thetis an, welche daraufhin Hephaistos eine neue Rüstung schmieden lässt.
Xenia hat sich mittlerweile beim Scheiterhaufen des Patroklos das Leben genommen. Achill bahrt sie neben seinem Freund und zündet den Scheiterhaufen an. Dann lässt er Hektor zum Zweikampf auffordern. Hektor willigt ein und verabschiedet sich von seinen Lieben. Während des Zweikampfes wird Hektor ein weiterer Speer zugeworfen. Achill fordert ihn auf, diesen Vorteil zu nützen. Hektor entgegnet, dass es angesichts der Unverwundbarkeit seines Gegners ohnedies keinen Unterschied macht. Achill kämpft nun ohne Rüstung weiter, besiegt und tötet den Troianer. Anschließend schleift er den Leichnam im Staub und fährt auf seinem Streitwagen zum mittlerweile abgebrannten Scheiterhaufen des Patroklos.
Kurz darauf kommt Priamos und fordert den Leichnam seines Sohnes. Achill zögert noch und argumentiert, dass Hektor sich glücklich schätzen kann, da dieser einen Vater hat, der ihn beweint. Priamos, dem Achills Vater nicht unbekannt war, verspricht dem Peliden, dass er, wenn es die Umstände ergeben, auch bereit ist, Achill wie einen Sohn zu beweinen. Achill erkennt ein Zeichen der Götter und gibt den Leichnam frei. Mit Briseis an seiner Seite blickt er abends in den Sonnenuntergang am Meereshorizont.

## Veröffentlichung
Achilles hatte am 23. September 1962 seine italienische Premiere. Die bundesdeutsche Erstaufführung erfuhr der Film am 18. Januar 1963. In der DDR wurde er erstmals am 11. Juni 1988 auf DFF 2 im Fernsehen der DDR gezeigt.

## Weiteres
Im Film werden Aufnahmen des Films Der Kampf um Troja verwendet.

## Kritik
„Ein typisch italienisches Schlachtenspektakel-Eintopfprodukt der frühen Sechziger Jahre.“

„Homers Heldenepos "Ilias" als Vorlage für einen pseudohistorischen Kolossalfilm über einen Teil des trojanischen Krieges. Viel Schlachtengetümmel und falsches Heldenpathos.“